# Nyamisagara
Nyamisagara är ett vattendrag i Burundi.   Det ligger i provinsen Ngozi, i den norra delen av landet, 80 km nordost om huvudstaden Bujumbura.
Omgivningarna runt Nyamisagara är en mosaik av jordbruksmark och naturlig växtlighet. Runt Nyamisagara är det tätbefolkat, med 343 invånare per kvadratkilometer.